# Hans-Walter Schmuhl
Hans-Walter Schmuhl (* 8. Mai 1957 in Oberhausen) ist ein deutscher Historiker, der überwiegend freiberuflich und an der Universität Bielefeld tätig ist. Schmuhl hat zahlreiche Bücher und Beiträge zur Geschichte des 19. und 20. Jahrhunderts, vor allem zur Geschichte der Euthanasie und zur Geschichte verschiedener Institutionen, vorgelegt und herausgegeben.

## Lebenslauf
Schmuhl studierte Geschichte, Latein und Deutsch an den Universitäten in Bochum und Bielefeld. Anschließend war er Wissenschaftlicher Mitarbeiter an der Fakultät für Geschichtswissenschaft in Bielefeld, wo er bei Hans-Ulrich Wehler 1986 über die Geschichte der „Euthanasie“ von 1890 bis 1945 promoviert wurde. Danach war er bis 1991 Wissenschaftlicher Mitarbeiter am Bielefelder Sonderforschungsbereich „Sozialgeschichte des neuzeitlichen Bürgertums: Deutschland im internationalen Vergleich“. 1995 habilitierte er sich mit einer Studie über die Bedeutung kommunaler Selbstverwaltungsstrukturen für die Konstituierung des modernen Bürgertums von der Frühen Neuzeit bis zum Ersten Weltkrieg. Von 1997 bis 1999 übernahm er Lehrstuhlvertretungen an den Universitäten Bielefeld und Halle-Wittenberg, im Jahr 1999 war er Gastwissenschaftler beim Forschungsprogramm „Geschichte der Kaiser-Wilhelm-Gesellschaft im Nationalsozialismus“ in Berlin. Seit 2005 ist er außerplanmäßiger Professor an der Fakultät für Geschichtswissenschaft, Philosophie und Theologie der Universität Bielefeld.
Schmuhl engagiert sich ehrenamtlich für indigene Völker in Mexiko und hat in diesem Kontext die Hilfsorganisation Kórima e. V. gegründet. Kórima e. V. führt ein Museum in Bielefeld.
Im Jahr 2014 wurde Schmuhl zum ordentlichen Mitglied der Historischen Kommission für Westfalen gewählt.
Schmuhl ist stellvertretender Vorsitzender des Instituts für Diakonie- und Sozialgeschichte an der Kirchlichen Hochschule Wuppertal/Bethel und Vorsitzender des Wissenschaftlichen Beirats des Instituts Mensch, Ethik und Wissenschaft (Stand März 2023).

## Veröffentlichungen (Auswahl)
- (mit Karsten Wilke): Die Landeskinderheilstätte Mammolshöhe und ihr Direktor Werner Catel. Therapie und unethische Forschung 1927-1954. Brill Schöningh, Paderborn 2025, ISBN 978-3-506-79678-3.
- "Was sind wir also, Herrn Pastor?" Evangelische Christen jüdischer Herkunft in Westfalen unter nationalsozialistischer Herrschaft (= Schriften des Instituts für Diakonie- und Sozialgeschichte an der Kirchlichen Hochschule Bethel, Bd. 28). Verlag für Regionalgeschichte, Bielefeld 2024, ISBN 978-3-7395-1028-6.

- Kur oder Verschickung? Die Kinderkuren der DAK zwischen Anspruch und Wirklichkeit. Dölling und Galitz, Hamburg 2023, ISBN 978-3-86218-163-6.
- (mit Ulrike Winkler): Ausgeschlossen - Eingeschlossen. Die Evangelische Stiftung Alsterdorf von der Anstalt ins Quartier. Kohlhammer, Stuttgart 2023, ISBN 978-3-17-039636-4.
- (mit Ulrike Winkler): Aufbrüche und Umbrüche. Lebensbedingungen und Lebenslagen behinderter Menschen in den v. Bodelschwinghschen Anstalten Bethel von den 1960er bis zu den 1980er Jahren (= Schriften des Instituts für Diakonie- und Sozialgeschichte an der Kirchlichen Hochschule Bethel, Bd. 29). Verlag für Regionalgeschichte, Bielefeld 2018, ISBN 978-3-7395-1029-3.
- Die Gesellschaft Deutscher Neurologen und Psychiater im Nationalsozialismus. Springer, Berlin u. a. 2016, ISBN 978-3-662-48743-3.
- (mit Ulrike Winkler): Vom Asyl für entlassene Gefangene zur Teilhabe für Menschen mit Behinderungen (= Schriften des Instituts für Diakonie- und Sozialgeschichte an der Kirchlichen Hochschule Bethel, Bd. 27). Verlag für Regionalgeschichte, Bielefeld 2016, ISBN 978-3-7395-1027-9.
- mit Ulrike Winkler: Diakonie in der Diaspora. Das Evangelische Diakoniewerk Gallneukirchen von der Habsburgermonarchie bis in die Zweite Republik (= Schriften des Instituts für Diakonie- und Sozialgeschichte an der Kirchlichen Hochschule Wuppertal, Bethel. Band 26). Verlag für Regionalgeschichte, Bielefeld 2015, ISBN 978-3-89534-986-7.
- (mit Ulrike Winkler): Die Behindertenhilfe der Diakonie Neuendettelsau 1945-2014. Alltag, Arbeit, kulturelle Aneignung. Kohlhammer, Stuttgart 2014, ISBN 978-3-17-026242-3.
- (mit Ulrike Winkler): Im Zeitalter der Weltkriege. Die Diakonissenanstalt Neuendettelsau unter den Rektoren Hans Lauerer (1918 - 1953) und Hermann Dietzfelbinger (1953 - 1955). Diakonie Neuendettelsau, Neuendettelsau 2014, ISBN 978-3-9809431-6-1.
- Friedrich von Bodelschwingh (= Rororo. Band 50687; Rowohlts Monographien). Rowohlt-Taschenbuch-Verlag, Reinbek bei Hamburg 2005, ISBN 3-499-50687-4.
- Grenzüberschreitungen. Das Kaiser-Wilhelm-Institut für Anthropologie, menschliche Erblehre und Eugenik 1927–1945 (= Geschichte der Kaiser-Wilhelm-Gesellschaft im Nationalsozialismus, Band 9). Wallstein Verlag, Göttingen 2004, ISBN 3-89244-799-3.
Englische Ausgabe: The Kaiser Wilhelm Institute for Anthropology, Human Heredity, and Eugenics, 1927–1945. Crossing Boundaries (= Boston Studies in the Philosophy and History of Science. Vol. 259). Springer, Dordrecht 2008, ISBN 978-1-4020-6599-6.
- Hirnforschung und Krankenmord. Das Kaiser-Wilhelm-Institut für Hirnforschung 1937–1945 (= Forschungsprogramm „Geschichte der Kaiser-Wilhelm-Gesellschaft im Nationalsozialismus“. Vorabdruck. Nr. 1), Berlin 2000 (PDF; 238 KB).
- Ärzte in der Anstalt Bethel. 1870–1945. Bethel-Verlag, Bielefeld 1998, ISBN 3-922463-88-6.
- Die Herren der Stadt. Bürgerliche Eliten und städtische Selbstverwaltung in Nürnberg und Braunschweig vom 18. Jahrhundert bis 1918. Focus-Verlag, Gießen 1998, ISBN 3-88349-468-2 (zugleich: Habilitationsschrift, Universität Bielefeld, 1995).
- Sterilisation, „Euthanasie“, „Endlösung“. Erbgesundheitspolitik unter den Bedingungen charismatischer Herrschaft. In: Norbert Frei (Hrsg.): Medizin und Gesundheitspolitik in der NS-Zeit. R. Oldenbourg Verlag, München 1991 (= Schriften der Vierteljahrshefte für Zeitgeschichte. Sondernummer), ISBN 3-486-64534-X, S. 295–308.
- Rassenhygiene, Nationalsozialismus, Euthanasie. Von der Verhütung zur Vernichtung „lebensunwerten Lebens“, 1890–1945 (= Kritische Studien zur Geschichtswissenschaft. 75). Vandenhoeck & Ruprecht, Göttingen 1987, ISBN 3-525-35737-0 (zugleich: Dissertation, Universität Bielefeld, 1986, unter dem Titel: Die Synthese von Arzt und Henker. Euthanasie im Nationalsozialismus).

Als Herausgeber
- Kulturrelativismus und Antirassismus. Der Anthropologe Franz Boas (1858–1942). Transcript, Bielefeld 2009, ISBN 978-3-8376-1071-0.
- Rassenforschung an Kaiser-Wilhelm-Instituten vor und nach 1933 (= Geschichte der Kaiser-Wilhelm-Gesellschaft im Nationalsozialismus. Band 4). Wallstein Verlag, Göttingen 2003, ISBN 3-89244-471-4.